# Zápas na Letních olympijských hrách 1988 – muži, řecko-římský do 90 kg
Zápas řecko-římský ve váhové kategorii do 90 kg probíhal na Letních olympijských hrách 1988 v Seongnamském Sangmu Gymnasium. O medaile se utkalo celkem 22 zápasníků.

## Turnajové výsledky
Zápasníci jsou rozděleni do dvou skupin. Je aplikován systém na dvě porážky.
Legenda
- TF — Lopatkové vítězství
- ST — Vítězství na technickou převahu, 12 bodů rozdíl
- PP — Vítězství na body, 1-7 bodů rozdíl, poražený s body
- PO — Vítězství na body, 1-7 bodů rozdíl, poražený bez bodů
- SP — Vítězství na body, 8-11 bodů rozdíl, poražený s body
- SO — Vítězství na body, 8-11 bodů rozdíl, poražený bez bodů
- P0 — Vítězství pro pasivitu, protivník bez bodů
- P1 — Vítězství pro pasivitu, vedoucí 1-7 bodů
- PS — Vítězství pro pasivitu, vedoucí 8-11 bodů
- DC — Vítězství z rozhodnutí, skóre 0-0
- PA — Vítězství pro soupeřovo zranění
- DQ — Vítězství pro soupeřovu diskvalifikaci
- DNA — Nenastoupil
- L — Porážky
- ER — Kolo vyřazení
- CP — Klasifikační body
- TP — Technické body

### Skupiny

#### Skupina A
| L      |                           | CP       | TP     |                           | L      |        |
| Kolo 1 | Kolo 1                    | Kolo 1   | Kolo 1 | Kolo 1                    | Kolo 1 | Kolo 1 |
| ------ | ------------------------- | -------- | ------ | ------------------------- | ------ | ------ |
| 0      | Franz Pitschmann (AUT)    | 4-0 TF   | 4:47   | Andrzej Malina (POL)      | 1      |        |
| 1      | Jasutoši Morijama (JPN)   | 0-3 PO   | 0-2    | Atanas Komšev (BUL)       | 0      |        |
| 1      | Samba Adama (MTN)         | 0-4 TF   | 2:45   | Georgios Poikilidis (GRE) | 0      |        |
| 0      | Christer Gulldén (SWE)    | 3-0 P1   | 3:24   | Jean-François Court (FRA) | 1      |        |
| 0      | Even Bernstein (ISR)      | 3-1 PP   | 11-8   | Kamal Ibrahim (EGY)       | 1      |        |
| 0      | Roberto Leitao (BRA)      |          |        | Bye                       |        |        |
| Kolo 2 |                           |          |        |                           |        |        |
| 1      | Roberto Leitao (BRA)      | 0-3.5 SO | 0-14   | Franz Pitschmann (AUT)    | 0      |        |
| 1      | Andrzej Malina (POL)      | 3-0 PO   | 2-0    | Jasutoši Morijama (JPN)   | 2      |        |
| 0      | Atanas Komšev (BUL)       | 4-0 TF   | 1:10   | Samba Adama (MTN)         | 2      |        |
| 1      | Georgios Poikilidis (GRE) | 1-3 PP   | 1-5    | Christer Gulldén (SWE)    | 0      |        |
| 1      | Jean-François Court (FRA) | 3-0 P1   | 4:02   | Even Bernstein (ISR)      | 1      |        |
| 1      | Kamal Ibrahim (EGY)       |          |        | Bye                       |        |        |
| Kolo 3 |                           |          |        |                           |        |        |
| 1      | Kamal Ibrahim (EGY)       | 4-0 ST   | 17-0   | Roberto Leitao (BRA)      | 2      |        |
| 1      | Franz Pitschmann (AUT)    | 1-3 PP   | 2-12   | Atanas Komšev (BUL)       | 0      |        |
| 2      | Andrzej Malina (POL)      | 0-3 PO   | 0-1    | Christer Gulldén (SWE)    | 0      |        |
| 1      | Georgios Poikilidis (GRE) | 3-0 P1   | 5:13   | Jean-François Court (FRA) | 2      |        |
| 1      | Even Bernstein (ISR)      |          |        | Bye                       |        |        |
| Kolo 4 |                           |          |        |                           |        |        |
| 2      | Even Bernstein (ISR)      | 0-3 P1   | 5:26   | Franz Pitschmann (AUT)    | 1      |        |
| 2      | Kamal Ibrahim (EGY)       | 0-3 PO   | 0-9    | Georgios Poikilidis (GRE) | 1      |        |
| 0      | Atanas Komšev (BUL)       | 3-0 PO   | 4-0    | Christer Gulldén (SWE)    | 1      |        |
| Kolo 5 |                           |          |        |                           |        |        |
| 2      | Franz Pitschmann (AUT)    | 1-3 PP   | 1-3    | Christer Gulldén (SWE)    | 1      |        |
| 0      | Atanas Komšev (BUL)       | 3-1 PP   | 6-3    | Georgios Poikilidis (GRE) | 2      |        |

| Zápasník                  | L | ER | CP   |
| ------------------------- | - | -- | ---- |
| Atanas Komšev (BUL)       | 0 | -  | 16   |
| Christer Gulldén (SWE)    | 1 | -  | 12   |
| Franz Pitschmann (AUT)    | 2 | 5  | 12.5 |
| Georgios Poikilidis (GRE) | 2 | 5  | 12   |
| Kamal Ibrahim (EGY)       | 2 | 4  | 5    |
| Even Bernstein (ISR)      | 2 | 4  | 3    |
| Andrzej Malina (POL)      | 2 | 3  | 3    |
| Jean-François Court (FRA) | 2 | 3  | 3    |
| Roberto Leitao (BRA)      | 2 | 3  | 0    |
| Jasutoši Morijama (JPN)   | 2 | 2  | 0    |
| Samba Adama (MTN)         | 2 | 2  | 0    |

#### Skupina B
| L      |                            | CP     | TP     |                            | L      |        |
| Kolo 1 | Kolo 1                     | Kolo 1 | Kolo 1 | Kolo 1                     | Kolo 1 | Kolo 1 |
| ------ | -------------------------- | ------ | ------ | -------------------------- | ------ | ------ |
| 1      | Moustapha Guèye (SEN)      | 0-4 TF | 1:12   | Vladimir Popov (URS)       | 0      |        |
| 1      | Bernard Ban (YUG)          | 0-3 PO | 0-4    | Harri Koskela (FIN)        | 0      |        |
| 0      | Sándor Major (HUN)         | 3-0 PO | 3-0    | Um Jin-Han (KOR)           | 1      |        |
| 0      | Olaf Koschnitzke (GDR)     | 4-0 TF | 4:20   | Michial Foy (USA)          | 1      |        |
| 1      | Charles Cox (CAN)          | 0-4 ST | 0-16   | Andreas Steinbach (FRG)    | 0      |        |
| 0      | Jean-Baptiste Youmbi (CMR) |        |        | Bye                        |        |        |
| Kolo 2 |                            |        |        |                            |        |        |
| 0      | Jean-Baptiste Youmbi (CMR) | 3-1 PP | 11-5   | Moustapha Guèye (SEN)      | 2      |        |
| 0      | Vladimir Popov (URS)       | 4-0 ST | 15-0   | Bernard Ban (YUG)          | 2      |        |
| 0      | Harri Koskela (FIN)        | 3-1 PP | 3-2    | Sándor Major (HUN)         | 1      |        |
| 2      | Um Jin-Han (KOR)           | 0-3 PO | 0-4    | Olaf Koschnitzke (GDR)     | 0      |        |
| 1      | Michial Foy (USA)          | 4-0 TF | 0:19   | Charles Cox (CAN)          | 2      |        |
| 0      | Andreas Steinbach (FRG)    |        |        | Bye                        |        |        |
| Kolo 3 |                            |        |        |                            |        |        |
| 0      | Andreas Steinbach (FRG)    | 3-0 P1 | 4:30   | Jean-Baptiste Youmbi (CMR) | 1      |        |
| 1      | Vladimir Popov (URS)       | 1-3 PP | 1-4    | Harri Koskela (FIN)        | 0      |        |
| 1      | Sándor Major (HUN)         | 3-1 PP | 13-9   | Olaf Koschnitzke (GDR)     | 1      |        |
| 1      | Michial Foy (USA)          |        |        | Bye                        |        |        |
| Kolo 4 |                            |        |        |                            |        |        |
| 2      | Michial Foy (USA)          | 1-3 PP | 5-15   | Andreas Steinbach (FRG)    | 0      |        |
| 2      | Jean-Baptiste Youmbi (CMR) | 0-4 TF | 1:11   | Harri Koskela (FIN)        | 0      |        |
| 1      | Vladimir Popov (URS)       | 3-0 PO | 4-0    | Sándor Major (HUN)         | 2      |        |
| 1      | Olaf Koschnitzke (GDR)     |        |        | Bye                        |        |        |
| Kolo 5 |                            |        |        |                            |        |        |
| 2      | Olaf Koschnitzke (GDR)     | 0-4 TF | 2:52   | Vladimir Popov (URS)       | 1      |        |
| 1      | Andreas Steinbach (FRG)    | 1-3 PP | 1-2    | Harri Koskela (FIN)        | 0      |        |
| Kolo 6 |                            |        |        |                            |        |        |
| 2      | Andreas Steinbach (FRG)    | 0-3 PO | 0-3    | Vladimir Popov (URS)       | 1      |        |
| 0      | Harri Koskela (FIN)        |        |        | Bye                        |        |        |

| Zápasník                   | L | ER | CP |
| -------------------------- | - | -- | -- |
| Harri Koskela (FIN)        | 0 | -  | 16 |
| Vladimir Popov (URS)       | 1 | -  | 19 |
| Andreas Steinbach (FRG)    | 2 | 6  | 11 |
| Olaf Koschnitzke (GDR)     | 2 | 5  | 8  |
| Sándor Major (HUN)         | 2 | 4  | 7  |
| Michial Foy (USA)          | 2 | 4  | 5  |
| Jean-Baptiste Youmbi (CMR) | 2 | 4  | 3  |
| Moustapha Guèye (SEN)      | 2 | 2  | 1  |
| Charles Cox (CAN)          | 2 | 2  | 0  |
| Um Jin-Han (KOR)           | 2 | 2  | 0  |
| Bernard Ban (YUG)          | 2 | 2  | 0  |

### Finále
|                           | CP               | TP               |                         |                  |
| Zápas o 7. místo          | Zápas o 7. místo | Zápas o 7. místo | Zápas o 7. místo        | Zápas o 7. místo |
| ------------------------- | ---------------- | ---------------- | ----------------------- | ---------------- |
| Georgios Poikilidis (GRE) | 0-4 DQ           |                  | Olaf Koschnitzke (GDR)  |                  |
| Zápas o 5. místo          |                  |                  |                         |                  |
| Franz Pitschmann (AUT)    | 0-3 P1           | 4:43             | Andreas Steinbach (FRG) |                  |
| Zápas o 3. místo          |                  |                  |                         |                  |
| Christer Gulldén (SWE)    | 0-4 TF           | 1:36             | Vladimir Popov (URS)    |                  |
| Finálový zápas            |                  |                  |                         |                  |
| Atanas Komšev (BUL)       | 3-0 PO           | 4-0              | Harri Koskela (FIN)     |                  |

## Finálové pořadí
1. Atanas Komšev (BUL)
2. Harri Koskela (FIN)
3. Vladimir Popov (URS)
4. Christer Gulldén (SWE)
5. Andreas Steinbach (FRG)
6. Franz Pitschmann (AUT)
7. Olaf Koschnitzke (GDR)